# Thun-l'Évêque
Pour les articles homonymes, voir Thun (homonymie) et L'Évêque.
Thun-l'Évêque est une commune française située dans le département du Nord, en région Hauts-de-France.
Ses habitants sont appelés les Thun-Épiscopiens.

## Géographie

### Communes limitrophes
| Paillencourt       | Estrun        | Iwuy              |
| Bantigny Cuvillers | Thun-l'Évêque |                   |
| Eswars             | Escaudœuvres  | Thun-Saint-Martin |

### Hydrographie

#### Réseau hydrographique
La commune est située dans le bassin Artois-Picardie. Elle est drainée par l'Escaut canalisée, la Rasse, divers bras de décharge Rd Ecl 5 Iwuy de la Vanne du divers bras de décharge au Conf de l'Escaut canalisée et divers autres petits cours d'eau,.
L'Escaut est un fleuve européen de 355 km de long, qui traverse trois pays (France, Belgique et Pays-Bas), avant de se jeter en mer du Nord. La partie canalisée en France relie Cambrai à , après avoir traversé 34 communes. 

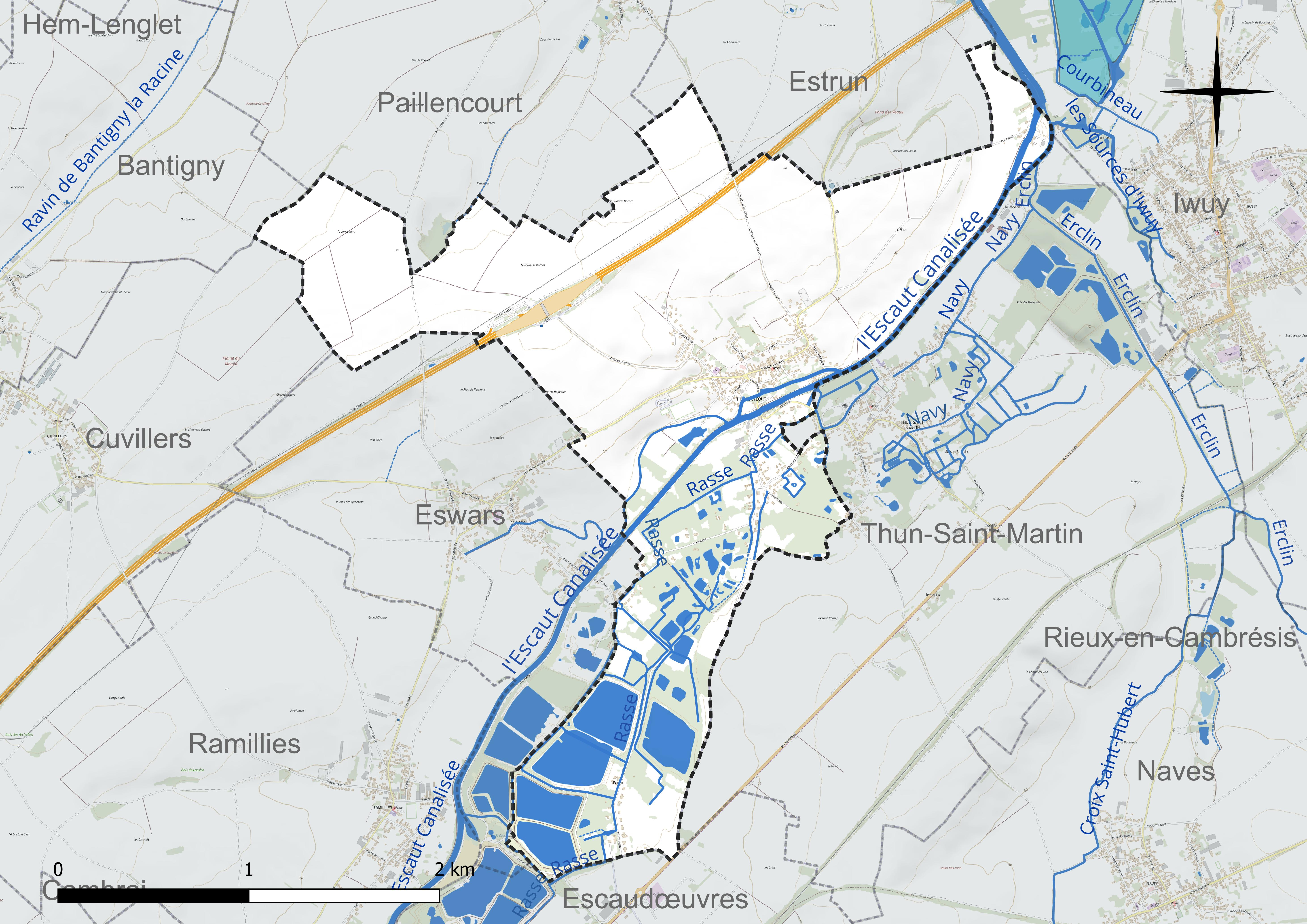
Réseau hydrographique de Thun-l'Évêque.

#### Gestion et qualité des eaux
Le territoire communal est couvert par le schéma d'aménagement et de gestion des eaux (SAGE) « Escaut ». Ce document de planification concerne un territoire de 2 005 km2 de superficie, délimité par le bassin versant de l'Escaut. Le périmètre a été arrêté le 9 juin 2006 et le SAGE proprement dit a été approuvé le 13 juillet 2021. La structure porteuse de l'élaboration et de la mise en œuvre est le syndicat mixte Escaut et Affluents (SyMEA). 
La qualité des cours d'eau peut être consultée sur un site dédié géré par les agences de l'eau et l'Agence française pour la biodiversité. 

### Climat
Pour des articles plus généraux, voir Climat des Hauts-de-France et Climat du Nord.
En 2010, le climat de la commune est de type climat océanique dégradé des plaines du Centre et du Nord, selon une étude du CNRS s'appuyant sur une série de données couvrant la période 1971-2000. En 2020, Météo-France publie une typologie des climats de la France métropolitaine dans laquelle la commune est exposée à un climat océanique et est dans la région climatique  Nord-est du bassin Parisien, caractérisée par un ensoleillement médiocre, une pluviométrie moyenne régulièrement répartie au cours de l'année et un hiver froid (3 °C). 
Pour la période 1971-2000, la température annuelle moyenne est de 10,6 °C, avec une amplitude thermique annuelle de 15 °C. Le cumul annuel moyen de précipitations est de 693 mm, avec 12,4 jours de précipitations en janvier et 9,1 jours en juillet. Pour la période 1991-2020, la température moyenne annuelle observée sur la station météorologique la plus proche, située sur la commune de Douai à 22 km à vol d'oiseau, est de 11,0 °C et le cumul annuel moyen de précipitations est de 729,2 mm,. Pour l'avenir, les paramètres climatiques de la commune estimés pour 2050 selon différents scénarios d'émission de gaz à effet de serre sont consultables sur un site dédié publié par Météo-France en novembre 2022.

## Urbanisme

### Typologie
Au 1er janvier 2024, Thun-l'Évêque est catégorisée bourg rural, selon la nouvelle grille communale de densité à sept niveaux définie par l'Insee en 2022.
Elle est située hors unité urbaine. Par ailleurs la commune fait partie de l'aire d'attraction de Cambrai, dont elle est une commune de la couronne,. Cette aire, qui regroupe 64 communes, est catégorisée dans les aires de 50 000 à moins de 200 000 habitants,.

### Occupation des sols

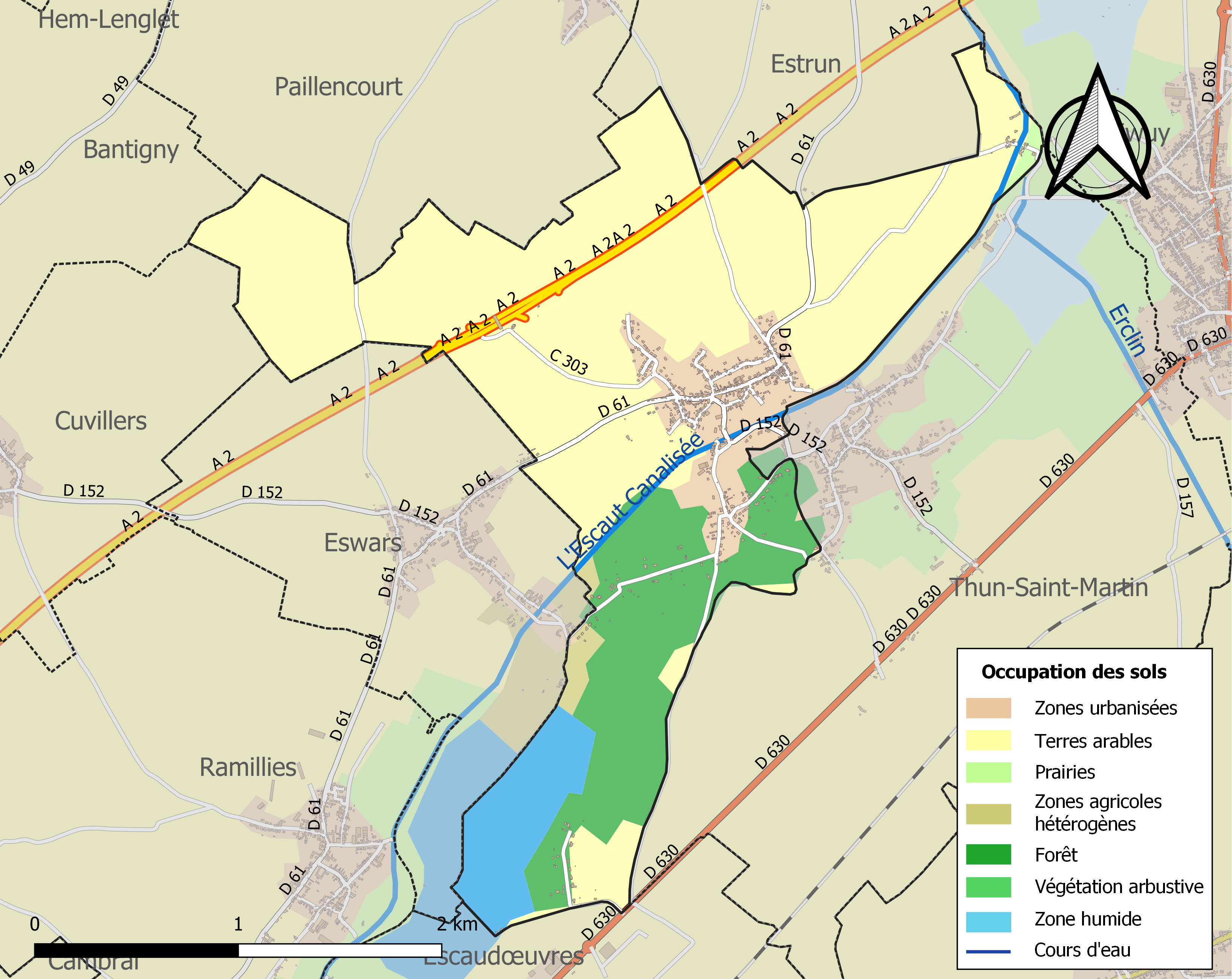
Carte de l'occupation des sols de la commune en 2018 (CLC).

L'occupation des sols de la commune, telle qu'elle ressort de la base de données européenne d'occupation biophysique des sols Corine Land Cover (CLC), est marquée par l'importance des territoires agricoles (66,5 % en 2018), en diminution par rapport à 1990 (67,5 %). La répartition détaillée en 2018 est la suivante : 
terres arables (64,9 %), forêts (18 %), zones urbanisées (9 %), eaux continentales (6,5 %), zones agricoles hétérogènes (1 %), prairies (0,6 %).
L'IGN met par ailleurs à disposition un outil en ligne permettant de comparer l'évolution dans le temps de l'occupation des sols de la commune (ou de territoires à des échelles différentes). Plusieurs époques sont accessibles sous forme de cartes ou photos aériennes : la carte de Cassini (XVIIIe siècle), la carte d'état-major (1820-1866) et la période actuelle (1950 à aujourd'hui).

### Voies de communication et transports
La commune est desservie par le réseau de transports urbains de la Communauté d'agglomération de Cambrai appelé TUC (Transports Urbains du Cambrésis), par la ligne 18,. La ligne S130 permet de rejoindre le collège de secteur à Iwuy.

## Toponymie
Le village est mentionné au long des XIe au XIVe siècles sous les noms Tum, Tun,  Thumus, Thum, Thun, Thum-l'Évêque en 1257, Thunch et Thunium Episcopi. Mannier rapproche Thun de l'anglo-saxon tun (enclos, habitation fermée), tandis que Boniface voit dans les étymologies romanes, latines ou celtes une colline, un tertre, une forteresse. Le nom pourrait donc signifier un lieu fortifié, sur une hauteur.
La paroisse appartenait aux évêques de Cambrai depuis 1007, quand l'empereur Henri II le leur donna. L'évêque Nicolas de Chièvres y fit construire une forteresse au XIIe siècle.
Durant la Révolution, la commune porte le nom de Thun-l'Escaut.

## Histoire
En 1340, pendant la guerre de Cent Ans, Thun, possession de l’évêque de Cambrai Guillaume d'Auxonne, avait été prise par Gauthier de Mauny (ou de Manny, ou encore de Masny), chevalier hennuyer au service du roi Édouard III d'Angleterre. Le duc Jean de Normandie, fils du roi de France Philippe VI, après avoir ravagé le Hainaut et plusieurs de ses châteaux jusqu’à Valenciennes, marcha avec ses troupes pour porter secours à cette place importante défendue par une forte garnison aux ordres de Richard de Limosin et de deux vaillants gentilshommes qui se distinguèrent, les frères Jean et Thierry de Mauny au service des Anglais. Du côté français, le duc de Normandie, accompagné du duc Eudes IV de Bourgogne, fit dès lors un siège en forme devant Thun aux alentours du 4 juin 1340. Thun se situant du côté Ouest de l’Escaut à une courte distance de ce fleuve, les Français avaient établi leurs campements tout proche de la forteresse. Les troupes du duc de Normandie étaient pourvues de machines extraordinaires (engins de guerre lourds, de type bouches à feu (bombardes) qui, dès le 6 juin, lancèrent jour et nuit dans la place de si grosses pierres qu’elles défonçaient les maisons. Les habitants et la garnison furent obligés de se réfugier dans les caves : leur résistance fut opiniâtre. Il y eut très tôt plusieurs brèches ouvertes dues aux bombardements intensifs. Le 7 juin, les Français furent renforcés de troupes venant de garnisons des provinces de la Meuse, de la Thiérache et du Laonnois. Le 15 juin arriva en personne le roi de France Philippe VI de Valois avec une importante cavalerie placée sous son commandement direct : 18 000 hommes d’armes se comptèrent ainsi devant Thun. Apprenant la nouvelle, le comte Guillaume II de Hainaut, allié des Anglais, fit mandement à tous ses alliés d’aller secourir la forteresse. Une coalition anglo-germanique composée en majorité de Brabançons s’approcha par deux directions et se rassembla aux environs de Valenciennes, sur la partie Est de l’Escaut. Un contingent de près de 40 000 Flamands menés par Jacques d’Artevelle (Jacob van Artevelde, en flamand), s’empressa également de rejoindre les coalisés, en passant par le Tournaisis, et approcha par l’Ouest. Pendant ce temps, le duc Jean de Normandie, pour forcer les assiégés à se rendre, utilisa un autre système : on apporta aux balistiers tous les cadavres de chevaux et de bêtes de somme dont le camp était encombré ; ils les firent pleuvoir sur Thun-l’Évêque en telle quantité que bientôt l’infection y fut insupportable, et que, réduite à demander grâce, la garnison promit de se rendre, si dans quinze jours elle n’était pas secourue. Le comte Guillaume II de Hainaut parut avant ce terme avec une armée qui se grossissait chaque jour. Jacques d’Artevelle lui amena en cours de chemin, près de 60 000 Flamands. On se trouvait pour la seconde fois à la veille d’une bataille et pour la seconde fois on hésita; les Flamands voulant attendre Édouard III d’Angleterre qui s’embarquait à l’embouchure de la Tamise. Les coalisés s’impatientant, se concertèrent quant à la stratégie à employer pour déloger les Français devant Thun : les Flamands attaqueraient les Français depuis l’Ouest et les Germains entreprendraient la traversée de l’Escaut pour fondre sur les Français. Mais cela ne se passa pas ainsi ! Les Germains tentèrent d’utiliser les pontons construits par les Français, mais furent refoulés vigoureusement dans un combat « hand-to-hand ». Les coalisés défièrent alors les Français dans une bataille, mais ces derniers tenant le fleuve, refusèrent : les armées opposées se résignèrent chacune sur une rive du fleuve à attendre que l’autre réagisse. À ce stade, tout dépendait des Flamands. Mais ceux-ci étaient indisciplinés et inexpérimentés, étant incapables d’atteindre Thun : ils furent également dans l’incapacité de parvenir jusqu'à celle-ci, en traversant la rivière Scarpe qui était tenue par 500 hommes d’armes de la garnison de Tournai (ville fidèle au roi de France.) Ils se résolurent dès lors à prendre le long chemin par Condé-sur-l'Escaut et Valenciennes : ils étaient encore loin, que le comte Guillaume II de Hainaut décida sans plus attendre d’entreprendre le combat pour secourir la garnison occupant la forteresse. La forteresse ayant déjà plusieurs brèches importantes dans ses murailles, et la garnison du château se protégeant de barricades improvisées, il conclut que toute résistance serait bientôt inutile. Dans la nuit du 23 juin, un immense brasier sortit des murs du château. Les assiégeants français se mirent aussitôt en armes pour prévenir toutes échappées des défenseurs de la forteresse et se ruèrent dans la place : ils la rencontrèrent vidée de ses occupants. La garnison entre-temps, avait pu s’échapper par une ouverture non gardée et était passée à travers le fleuve (grâce à des barques envoyées par les Flamands à la garnison de Thun) pour rejoindre les coalisés composés d'Anglais, de Flamands, d'Hennuyers, de Brabançons et de Germains. Ils see replièrent tous vers le Nord (sans avoir osé combattre en l’absence du chef de guerre, le roi Édouard III d'Angleterre) et quittant ainsi l’ennemi français en possession des ruines de Thun-l'Évêque et de toute la vallée de l’Escaut au sud de la frontière du comté de Hainaut. Le siège de la place fit énormément de tués (*2), tant civils que militaires, dans toute la contrée à la suite des mouvements des diverses troupes (avec ses pillages divers) : les textes mentionnent près de 12 000 personnes occises dans les bourgs environnants lesquels furent pour la plupart détruits également. Peu après, le roi de France et son fils quittèrent Thun avec l’objectif d’assiéger Bouchain, la dernière importante place forte au sud de Valenciennes. Apprenant que le roi d’Angleterre avait quitté le port d’Orwell le 22 juin pour débarquer avec sa flotte sur la côte flamande, ce projet ne fut pas mis en exécution et le roi de France préféra envoyer des gens d’armes sur les frontières de la Flandre.

## Politique et administration

### Liste des maires
Maire en 1802-1803 : Fr. Triboux.
Kléber Lerouge, avant de devenir maire en mars 1977, est conseiller municipal à partir de 1959 (fonction qu'il occupe durant trente-sept ans, donc avec une interruption). Il reçoit la médaille de la ville en octobre 2013.
| Identité                                  | Période   | Période   | Durée            | Étiquette     |
| Identité                                  | Début     | Fin       | Durée            | Étiquette     |
| ----------------------------------------- | --------- | --------- | ---------------- | ------------- |
| Kléber Lerouge (d),                       | mars 1977 | mars 2008 | 31 ans           | divers gauche |
| Jacques Denoyelle (d), (né le 2 mai 1957) | mars 2008 | En cours  | 17 ans et 5 mois |               |

## Population et société

### Démographie

#### Évolution démographique
L'évolution du nombre d'habitants est connue à travers les recensements de la population effectués dans la commune depuis 1793. Pour les communes de moins de 10 000 habitants, une enquête de recensement portant sur toute la population est réalisée tous les cinq ans, les populations de référence des années intermédiaires étant quant à elles estimées par interpolation ou extrapolation. Pour la commune, le premier recensement exhaustif entrant dans le cadre du nouveau dispositif a été réalisé en 2007.

En 2022, la commune comptait 777 habitants, en évolution de +3,6 % par rapport à 2016 (Nord : +0,51 %, France hors Mayotte : +2,11 %).
| 1793 | 1800 | 1806 | 1821 | 1831 | 1836 | 1841 | 1846 | 1851 |
| ---- | ---- | ---- | ---- | ---- | ---- | ---- | ---- | ---- |
| 498  | 501  | 622  | 631  | 736  | 678  | 742  | 782  | 782  |

| 1856 | 1861 | 1866 | 1872 | 1876 | 1881 | 1886 | 1891 | 1896 |
| ---- | ---- | ---- | ---- | ---- | ---- | ---- | ---- | ---- |
| 817  | 824  | 804  | 814  | 832  | 852  | 792  | 814  | 807  |

| 1901 | 1906 | 1911 | 1921 | 1926 | 1931 | 1936 | 1946 | 1954 |
| ---- | ---- | ---- | ---- | ---- | ---- | ---- | ---- | ---- |
| 819  | 761  | 841  | 577  | 528  | 525  | 526  | 519  | 651  |

| 1962 | 1968 | 1975 | 1982 | 1990 | 1999 | 2006 | 2007 | 2012 |
| ---- | ---- | ---- | ---- | ---- | ---- | ---- | ---- | ---- |
| 589  | 536  | 535  | 594  | 575  | 537  | 601  | 610  | 704  |

| 2017 | 2022 | - | - | - | - | - | - | - |
| ---- | ---- | - | - | - | - | - | - | - |
| 754  | 777  | - | - | - | - | - | - | - |

#### Pyramide des âges
La population de la commune est relativement jeune.
En 2018, le taux de personnes d'un âge inférieur à 30 ans s'élève à 34,3 %, soit en dessous de la moyenne départementale (39,5 %). À l'inverse, le taux de personnes d'âge supérieur à 60 ans est de 21,5 % la même année, alors qu'il est de 22,5 % au niveau départemental.
En 2018, la commune comptait 371 hommes pour 383 femmes, soit un taux de 50,8 % de femmes, légèrement inférieur au taux départemental (51,77 %).
Les pyramides des âges de la commune et du département s'établissent comme suit.
| Hommes | Classe d’âge | Femmes |
| ------ | ------------ | ------ |
| 0,3    | 90 ou +      | 2,1    |
| 5,1    | 75-89 ans    | 6,0    |
| 13,5   | 60-74 ans    | 15,9   |
| 18,9   | 45-59 ans    | 17,0   |
| 27,8   | 30-44 ans    | 24,8   |
| 14,8   | 15-29 ans    | 10,7   |
| 19,7   | 0-14 ans     | 23,5   |

| Hommes | Classe d’âge | Femmes |
| ------ | ------------ | ------ |
| 0,5    | 90 ou +      | 1,4    |
| 5,3    | 75-89 ans    | 8,1    |
| 14,8   | 60-74 ans    | 16,2   |
| 19,1   | 45-59 ans    | 18,4   |
| 19,5   | 30-44 ans    | 18,7   |
| 20,7   | 15-29 ans    | 19,1   |
| 20,2   | 0-14 ans     | 18     |

## Culture locale et patrimoine

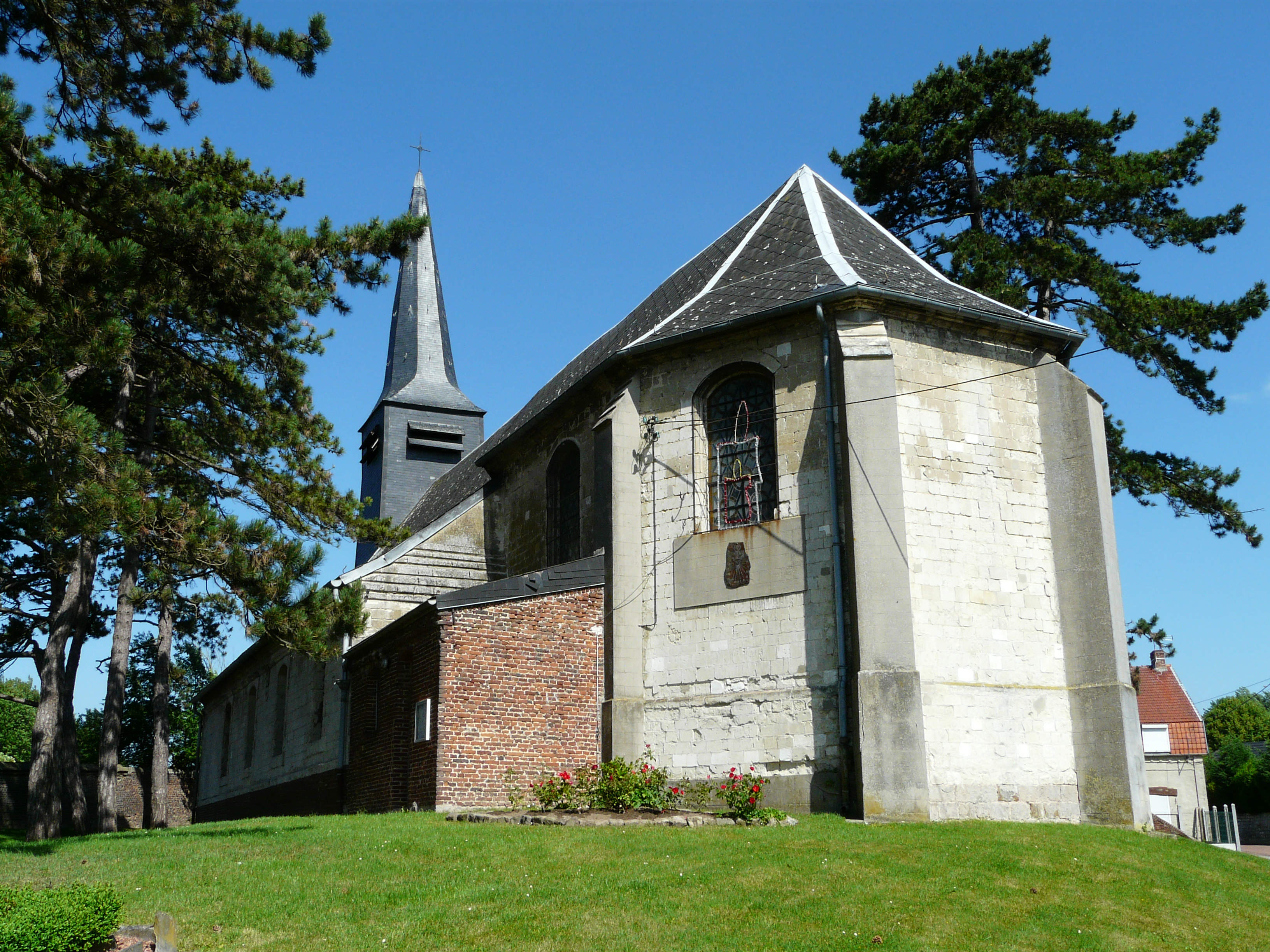
L'église Notre-Dame de la visitation.

### Lieux et monuments
- L'église Notre-Dame de la visitation.

### Personnalités liées à la commune
- Virgile Joseph Béguin (1872-1955), né à Thun-l'Évêque, évêque du Belley en 1929, puis archevêque métropolitain d'Auch à partir de 1935.

### Héraldique
| Blason de Thun-l'Évêque | Blason  | D'or aux trois lionceaux d'azur, au chef de gueules chargé de Notre Dame de Grâce de carnation, à mi-corps, tenant à senestre l'Enfant Jésus du même, habillée aussi de gueules et d'azur. |
| Blason de Thun-l'Évêque | Détails | Le statut officiel du blason reste à déterminer. |